# Joseph-Antoine Bell
Joseph-Antoine Bell, född 8 oktober 1954 i Mouandé, är en kameruansk före detta fotbollsspelare. Bell representerade Kamerun vid VM 1982, 1990 och 1994, vid OS 1984 och vid Afrikanska mästerskapen i fotboll 1984 och 1988, båda som slutsegrare, samt Afrikanska mästerskapet 1992.
Han har utsetts av IFFHS till seklets bäste afrikansk målvakt, före landsmannen Thomas N'Kono.

## Karriär

### Klubblag
Efter att ha representerat fler mindre kamerunska lag anlände Bell 1975 till storklubben Union Duoala, som han spelade för under sex säsonger. 
Efter sejourer i såväl Elfenbenskusten som Egypten anlände Bell vid 31-års ålder till Franska ligan och Olympique de Marseille. Bell var förstemålvakt för OM under tre säsonger innan han lämnade för Sporting Toulon Var.
Från 1989 till 1991 var Bell nummer ett för Bordeaux och därefter under tre säsonger för Saint-Étienne där han avslutade den aktiva karriären 1994.

### Landslag
Bell fanns med i Kameruns trupp till både VM 1982 och 1990, men fick inte göra VM-debut förrän 1994, då han vaktade målet två matcher, bland annat mot Sverige. Efter att Kamerun fått lämna det sistnämnda mästerskapet redan efter gruppspelet brände uppretade supportrar upp Bells hus i Douala.